# Rock Pidjot
Rock Pidjot (tribu de la Conception, Mont-Dore, 8 de novembre de 1907 - 23 de novembre de 1990) fou un polític canac de Nova Caledònia. Cap de tribu i fervent catòlic, quan el 1946 fou abolit l'indigenat, que concedia als canacs la ciutadania francesa, va fundar el grup polític l'Union des indigènes calédoniens amis de la Liberté dans l'Ordre (UICALO), de base catòlica i que reclama el sufragi universal per als canacs. El 1951 amb el seu grup participà en la fundació d'Unió Caledoniana (UC), dirigida per Maurice Lenormand, amb el que fou elegit diputat al Consell General el 1953.
El 1956 s'estructurà Unió Caledoniana, de la que en fou nomenat president i Lenormand secretari general. Mercè la llei-marc Defferre de 1956 Nova Caledònia fou reconeguda com a col·lectivitat d'ultramar i el 1957 els canacs van rebre el dret al sufragi universal. Fou membre de l'Assemblea Territorial de Nova Caledònia de 1957 a 1979, i el 1976-1977 en fou president. Alhora, a les eleccions legislatives franceses de 1967 fou elegit diputat a l'Assemblea Nacional Francesa, escó que mantindrà ininterrompudament fins al 1986.
Després del Congrés de Bourail de 1977, es va alinear amb les postures independentistes de les noves generacions (Jean-Marie Tjibaou, Rock Wamytan, etc.), mantenint el seu escó de diputat a les eleccions legislatives franceses de 1981, en les que es va alinear amb el Partit Socialista. El 1985 cedí la presidència d'Unió Caledoniana a Jean-Marie Tjibaou i el 1986 es retirà de la política.